# Bataliony ciężkich karabinów maszynowych typu „A” i „B”
Bataliony ciężkich karabinów maszynowych typu „A” i „B” (bckm t. „B”) – pododdziały piechoty Wojska Polskiego II RP.
Plan mobilizacyjny „Z” 25/26, którego ogólne wskazówki mobilizacyjne wydano 6 października 1924 roku, zakładał sformowanie w czasie mobilizacji dwóch batalionów ciężkich karabinów maszynowych. Plan „Z” 25/26 obowiązywał do 31 marca 1926 roku. Następnego dnia zaczął obowiązywać plan mobilizacyjny „S”. Ogólne wskazówki mobilizacyjne tego planu zostały opracowane 8 sierpnia 1925 roku. Plan „S” zakładał sformowanie sześciu batalionów ckm.
W okresie 1 lipca do 15 września 1925 roku na terenie Okręgów Korpusów Nr VI i VIII zostały zorganizowane dwa doświadczalne pododdziały piechoty o dwóch odmiennych organizacjach.
Do batalionu ckm typu „A” przeniesieni zostali niżej wymienieni oficerowie z jednostek stacjonujących na terenie OK VIII:
1. ppłk Jan Artur Karol de Madowarda z 59 pp (ur. 13 III 1886),
2. mjr Maksymilian Józef Eugeniusz Walenty Wiktor z 63 pp (ur. 13 II 1889[2]),
3. kpt. Stanisław II Lewiński z 59 pp,
4. kpt. Emiliusz Edward Heidrich z 67 pp,
5. kpt. Artur Ostapowicz z 64 pp,
6. kpt. Władysław Palosz z 67 pp,
7. kpt. Adam II Różański z 66 pp,
8. kpt. Władysław Samojłowicz z 65 pp,
9. por. Józef Bartczak z 63 pp,
10. por. Leon Hoffmann z 66 pp,
11. por. Maurycy Riegler z 59 pp,
12. ppor. Marceli Burakowski z 64 pp,
13. ppor. Antoni Galewski z 65 pp,
14. ppor. Ryszard Grabiański z 61 pp,
15. ppor. Witold Kucharski z 14 pp,
16. ppłk lek. Władysław II Markiewicz z Centralnej Szkoły Kawalerii.

Natomiast przeniesienie do batalionu ckm typu „B” otrzymali niżej wymienieni oficerowie z jednostek stacjonujących na terenie OK VI:
1. mjr Rafał Sołtan z 26 pp (21 X 1894 - † 1940 Katyń),
2. kpt. Karol Bronisław Antoni Bereźnicki z 26 pp,
3. kpt. Adam Marian Schumacher z 26 pp,
4. kpt. Stefan Jóźwik z 49 pp,
5. kpt. Wincenty Sylwester Kozłowski z 48 pp,
6. kpt. Edmund Krompa z 19 pp,
7. kpt. Edmund Niewiarowski z 19 pp,
8. por. Jan Adamek z 26 pp,
9. por. Stanisław II Konasiewicz z 19 pp,
10. por. Władysław Kropelnicki z 48 pp,
11. por. Tadeusz Eugeniusz Makuch z 40 pp,
12. por. Aleksander Rospond z 49 pp,
13. por. Władysław Leopold Szezurowski z 19 pp,
14. ppor. Marian Kozicki z 53 pp,
15. ppor. Tadeusz Franciszek Lewkowicz z 53 pp (28 VII 1899 - † 1 III 1993, jako pułkownik dyplomowany obserwator),
16. por. int. Rudolf Gustaw Pistl z DOK VI (9 IV 1889 - † 1940 Charków).

Oba pododdziały wzięły udział w pierwszych, od zakończenia działań wojennych, manewrach Wojska Polskiego. Batalion typu „B” uczestniczył w manewrach wołyńskich przeprowadzonych w dniach 13-15 sierpnia 1925 roku w rejonie Brody-Rudnia-Poczajów pod kierownictwem generalnego inspektora kawalerii, generała broni Tadeusza Rozwadowskiego, natomiast batalion typu „A” w manewrach pomorskich, które przeprowadzono w dniach 18-19 sierpnia w rejonie Kowalewo-Wąbrzeźno pod kierownictwem inspektora armii nr III w Toruniu, generała dywizji Leonarda Skierskiego. W manewrach pomorskich, w I etapie działań, przewidziano działanie zgrupowania opóźniającego w sile mniej więcej trzech batalionów piechoty, w tym jednego baonu ckm. Trzecim etapem ćwiczenia było natarcie z ostrym strzelaniem na poligonie toruńskim przeciwko przyjętemu nieprzyjacielowi, w tym studium baonu ckm w natarciu. Manewry poprzedzone zostały inspekcjami wyszkolenia oraz ćwiczeniami aplikacyjnymi w wielkich jednostkach i oddziałach wyznaczonych do udziału w ćwiczeniach. Biuro Ścisłej Rady Wojennej w opracowanych 30 listopada 1925 roku uwagach do manewrów wołyńskich i pomorskich potwierdziło „pilną potrzebę” organizacji formacji specjalnych, w tym batalionów ckm. Postulat Biura Ścisłej Rady Wojennej został zrealizowany w latach 1926–1927, kiedy to na stopie pokojowej sformowano dwa bataliony ciężkich karabinów maszynowych (1 i 2).
Charakter przeprowadzonych manewrów determinował różnice w organizacji batalionów typu „A” i „B”. Manewry wołyńskie były ćwiczeniami kawalerii, natomiast w manewrach pomorskich wzięły udział trzy dywizje piechoty (4, 15 i 16) oraz jedna, dwupułkowa, brygada kawalerii (XV).